# Christina Perchtold
Christina Perchtold (* 1993 in Klagenfurt) ist eine ehemalige österreichische Radrennfahrerin.

## Sportliche Laufbahn
Christina Perchtold startete 2010 erstmals bei Junioren-Weltmeisterschaften und belegte Straßenrennen Rang 38. Im Jahr darauf wurde sie bei den Straßenweltmeisterschaften in Kopenhagen Fünfte.
2016 wurde Perchtold österreichische Meisterin im Straßenrennen der Elite. Im Jahr darauf wurde sie für den Start im Straßenrennen der UCI-Straßen-Weltmeisterschaften 2017 im norwegischen Bergen nominiert, konnte aber das Straßenrennen nicht beenden.

## Berufliches
2012 bestand Christina Perchtold ihre Matura. Anschließend begann sie eine Ausbildung zur Polizeibeamtin, die sie 2014 abschloss. Seitdem ist sie Mitglied des Leistungskaders der österreichischen Polizei.

## Erfolge
2016
- Österreichische Meisterin – Straßenrennen

## Teams
- 2013 Squadra Scappatella
- 2014 No Radunion Vitalogic
- 2015 No Radunion Vitalogic
- 2016 Vitalogic Astrokalb Radunion Nö
- 2017 Cervélo Bigla Pro Cycling Team
- 2018 Health Mate Cyclelive Team
- 2019 Health Mate Cyclelive Team